# Mimoso de Goiás
Mimoso de Goiás est une municipalité brésilienne de l'État de Goiás et la microrégion d'Entorno do Distrito Federal.